# 卡尔卡尼耶尔
卡尔卡尼耶尔（法語：Carcanières，法語發音：[kaʁkanjɛʁ]）是法国阿列日省的一个市镇，属于富瓦区。

## 地理
卡尔卡尼耶尔（42°42'51"N, 2°6'30"E）面积6.5 平方千米，位于法国奧克西塔尼大區阿列日省，该省份为法国西南部内陆省份，西部和北部与上加龙省接壤，东临奥德省，东南至东比利牛斯省接壤，南与安道尔和西班牙接壤。
与卡尔卡尼耶尔接壤的市镇（或旧市镇、城区）包括：勒皮什、凯里居特、埃斯库卢布尔。

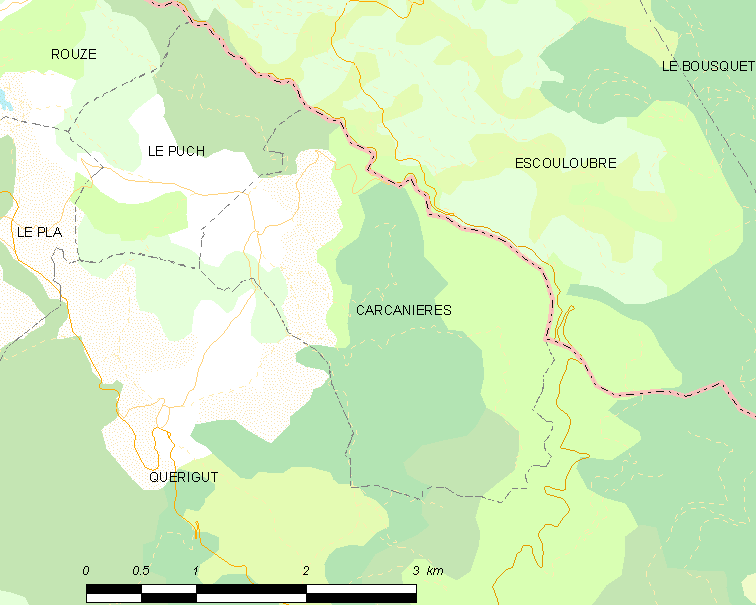
卡尔卡尼耶尔的OSM定位图

卡尔卡尼耶尔的时区为UTC+01:00、UTC+02:00（夏令时）。

## 行政
卡尔卡尼耶尔的邮政编码为09460，INSEE市镇编码为09078。

## 政治
卡尔卡尼耶尔所属的省级选区为上阿列日县。

## 人口

1962-2008年间卡尔卡尼耶尔人口变化图示

卡尔卡尼耶尔于2022年1月1日时的人口数量为71人。